# Teofilina

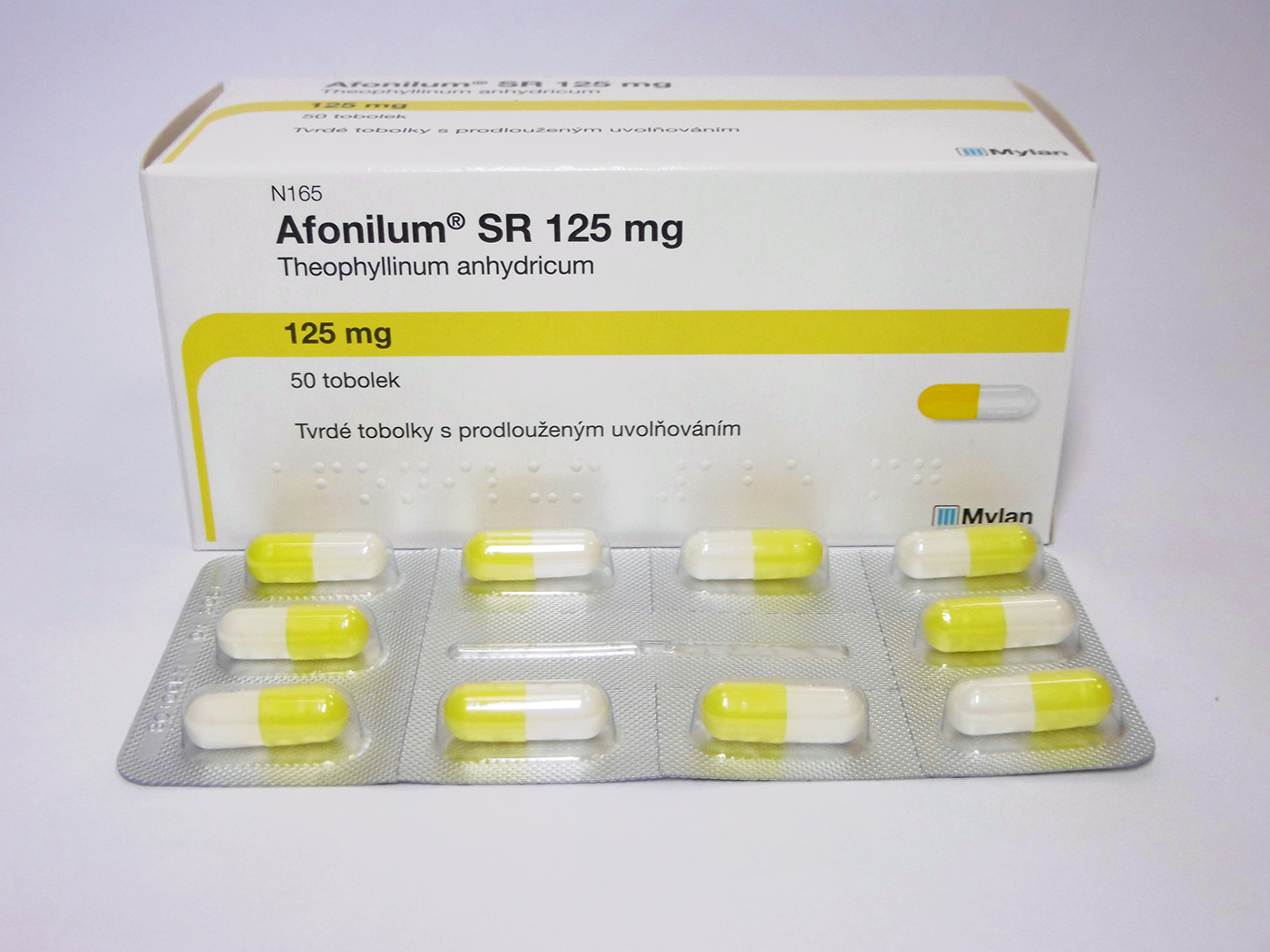
Preparat zawierający teofillinę

Teofilina (1,3-dimetyloksantyna) – organiczny związek chemiczny z grupy alkaloidów purynowych. Występuje naturalnie m.in. w ziarnach kakao (Theobroma cacao), w liściach herbaty (Camellia sinensis) i yerba mate (Ilex paraguariensis). Znajduje zastosowanie w leczeniu astmy oskrzelowej i przewlekłej obturacyjnej choroby płuc.
Jej działanie na poziomie komórkowym jest złożone, a jego mechanizm nie został całkowicie wyjaśniony.
Teofilina wpływa na metabolizm cyklicznych nukleotydów – cAMP i cGMP oraz działa poprzez receptory purynergiczne. Teofilina i jej pochodne (metyloksantyny) powodują przede wszystkim kompetycyjną inhibicję komórkowej fosfodiesterazy, w wyniku czego wzrasta stężenie wewnątrzkomórkowego cAMP, co z kolei przedłuża efekty hormonów działających na komórki obwodowe przez układ cyklazy adenylanowej. Rozważa się też inne mechanizmy działania: powodowanie wewnątrzkomórkowych przesunięć jonów wapnia, działanie antagonistyczne w stosunku do prostaglandyn, pobudzanie endogennego uwalniania katecholamin, hamowanie syntezy komórkowego cGMP i synergizm z agonistami receptorów β-adrenergicznych.
Dodatkowo teofilina blokuje działanie adenozyny na receptory adenozynowe i prawdopodobnie wpływa na metabolizm amin katecholowych w zakończeniach nerwowych.
- rozszerzenie oskrzeli
- rozszerzenie naczyń krwionośnych
- działanie moczopędne
- rozkurcza drogi żółciowe

## Synteza
Teofilina może być uzyskana syntetycznie z dimetylomocznika i cyjanooctanu etylu:

## Przeciwwskazania
- Nadwrażliwość na teofilinę
- Niedawno przebyty zawał serca
- Zaburzenia rytmu serca
- Ciężkie nadciśnienie tętnicze
- Nadczynność tarczycy
- Padaczka

## Działania niepożądane
W przypadku nadwrażliwości na teofilinę mogą występować zaburzenia żołądkowo-jelitowe, nudności, wymioty, bóle głowy, drżenie, pobudzenie ośrodkowego układu nerwowego, częstoskurcz i kołatania serca. W przypadku przedawkowania (stężenie powyżej 20 μg/ml) może wystąpić silne pobudzenie, drgawki, hipertermia i zatrzymanie krążenia.

## Dostępne preparaty
Preparaty teofiliny dostępne są w formie kapsułek, tabletek, czopków i roztworów do wlewów. Przykładowe produkty handlowe to Afonilum SR, Baladex, Euphylinum, Theophyllinum, Theoplus, Theospirex i Theovent.
Leki zawierające teofilinę wydaje się z przepisu lekarza.